# Уельс
Запит Вельс перенаправлено сюди. Для інших значень див. Вельс (значення)
Уе́льс або Вельс (рідше також Ва́ллія, Кембрія, Велз; валл. Cymru МФА: [ˈkəmrɨ] ( прослухати); англ. Wales МФА: [ˈweɪlz] ( прослухати), іноді Cambria) — установча країна в Західній Європі, що входить до Сполученого королівства Великої Британії та Північної Ірландії. Розміщена на південному заході острова Велика Британія. Столиця — місто Кардіфф. Мешканців Уельсу звуть валлійцями.
Розміщений на південному заході Великої Британії, на сході межує з Англією, з трьох боків оточений морем: на півдні — це Бристольський канал (гирло річки Северн), на південному заході — протока Святого Георга, на півночі й заході — Ірландське море, на північному сході — гирло річки Ді (Afon Dyfrdwy).
Уельс ніколи не був суверенною державою в сучасних кордонах. Щоправда, приблизно з 1057 по 1063 рік Гріфід ап Ллівелін володів майже всіма землями, що становлять нинішній Уельс. Після смерті Гріфіда такого вже не було і під час нормандського завоювання Західного Уельсу 1282 року країну знову було поділено між кількома королівствами. 1400 року нащадок двох прадавніх королівських родів Уельсу Овайн Гліндур очолив повстання проти англійців і був проголошений королем Уельсу, однак повністю втратив підтримку до 1410 року і був змушений переховуватися. Валлійські закони не були повністю витіснено англійськими аж до 1542 року. Лише 1955 року королева офіційно проголосила Кардіфф столицею Уельсу (до цього столиці в країні не було), хоча Принц Уельський зазвичай проходить інвестуру у валлійському замку Карнарвоні.
1997 року було утворено Національну асамблею Уельсу, що має право вносити поправки до законів, які приймає парламент Великої Британії. 2006 року ухвалено другий Закон про управління Уельсом, за яким повноваження Національної асамблеї розширено.

## Походження назви
Назва «Уельс» походить від Wales, а те, своєю чергою, від Wealas, множини слова Wealh. Останнє слово є загальнонімецьким і походить, припускають, від назви племені вольків, тобто споконвічно воно позначало всіх кельтів. Пізніше, після того, як германці увійшли в контакт із Римською імперією, воно стало позначати не лише кельтів, а й людей, що говорять на латині, пізніше — романські мови (порівн. Валлонія в Бельгії, Волощина в Румунії). У Британії слово wealas позначало в першу чергу бритів, у тому числі валлійців і корнців (назва Корнволла містить той же корінь). Щоправда, в давньоанглійських пам'ятках є й приклади того, як цей корінь вживався і щодо римлян.
Валлійська назва Cymru походить від загальнобритського *kom-brogi — 'співвітчизники' (порівн. також кумбрійська мова, Камберленд). Від цього слова походить і латинська назва Cambria. Згідно з Джеффрі Монмутським, Cambria походить від міфічного короля Камбера, але це радше вигадка.

## Історія

### Ранній період
Люди заселили територію нинішнього Уельсу наприкінці останнього льодовикового періоду. Документальні свідчення з'являються під час римської окупації Британії. На той час уельські землі були поділені між декількома бритськими племенами, найчисленнішими та наймогутнішими з яких були силури на південному сході й ордовики на північному заході. Римляни спорудили в нинішньому Південному Уельсі декілька фортів, найзахіднішим з яких був Кармартен (Caerfyrddin, лат. Maridunum), і добували золото в Долейкоти (нині Кармартеншир). Крім того, вони побудували фортецю в Кайрлеоне (Isca Silurum), де зберігся величний амфітеатр. Римляни просунулися й у Північний Уельс, і одна з валлійських повістей, «Сон Максена» (Breuddwyd Macsen), передає легенду, начебто один з останніх римських імператорів Магн Максим (іспанець, що служив генералом у Британії), був одружений із дочкою місцевого вождя з Сегонтія, нині Кайрнарвон, графство Гвінед. Під час римської окупації, приблизно в IV столітті до Уельсу прийшло християнство.
Після відходу римських військ із Британії (близько 410), романізовані брити створили безліч дрібних королівств. Держави південних і східних рівнин острова були швидко завойовані наступаючими англосаксами, але королівства, розташовані в гористих районах Північної Англії й нинішнього Уельсу виявилися стійкішими. Зрештою, бритські королівства впали під ударами англосаксів і шотландців, але західним бритам вдалося закріпитися в Уельсі. Однак втрата родючих земель і багатих міст південного сходу острова не дозволили їм ефективно боротися за повернення цих територій.
Приблизно 540 року Гільда Премудрий писав:
|  | Таким чином, багато хто з нещасних уцілілих, захоплених в горах, були масово знищені; інші, виснажені голодом, підходили й простягали руки ворогам, щоб навіки стати рабами, якщо їх не вбивали одразу, що вони вважали за найвищу милість. Інші ж рвались до заморських країв з великим плачем... |

До VIII століття східний кордон Уельсу більш-менш усталився. Традиційно вважається, що Оффа, король Мерсії, побудував величезний земляний вал на межі своїх володінь, щоб відокремити від Уельсу заселену в основному валлійцями частину Поуїса, що він завоював. Вал Оффи частково зберігся до наших днів, а валлійці дотепер іноді, прямуючи в Англію, кажуть, що перетинають Вал Оффи (croesi Clawdd Offa).
Найбільшими королівствами були Гвінед (північний захід Уельсу), Дехейбарт (південний захід) і Повіс (схід і північний схід). Більшість їхніх правителів походили з дому Родрі ап Мервін. Хоча Уельс не становив єдиної держави, а королівства часто ворогували між собою (залучаючи на свій бік англійців, ірландців і скандинавів), країна була об'єднана загальнокультурною спадщиною, а також кодексом законів Гівела Доброго.

### Після норманського завоювання
Землі, відступлені англосаксам, дістали назву Lloegyr (у сучасній мові — Lloegr). У той же час починає розвиватися власне валлійська самобутність, у текстах частішає слово Cymry (співвітчизники).

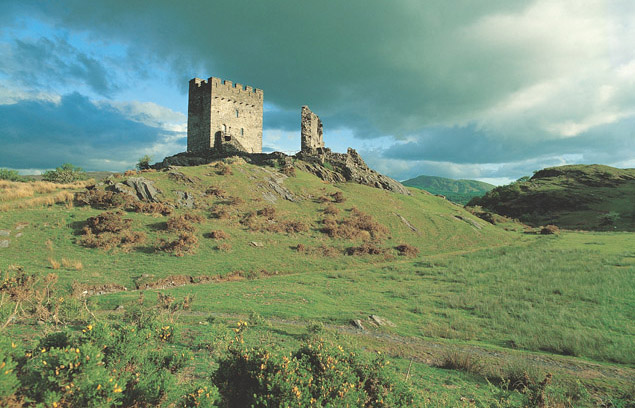
Замок Долвіделан, побудований Ллівелін ап Йорвертом на початку XIII століття, щоб охороняти одну з долин, що веде до Сновдонії.

Після норманського завоювання 1066 року уельські королівства, незважаючи на опір валлійських правителів, поступово потрапляли в залежність від східних сусідів. Вільгельм Завойовник спробував підкорити валлійців, створивши кілька потужних феодальних володінь на кордоні з Уельсом. Лорди так званої Валлійської марки переважно зберігали незалежність до часів врядування Генріха VIII. Деякі валлійські правителі, такі як Овайн Гвінед, Ріс ап Гріфід, Ллівелін ап Йорверт, у різний час поєднували під своєю владою значну частину країни, однак об'єднання Уельсу так і не відбулося. 1282 року, після того, як загинув Ллівелін ап Гріфід, що оголосив себе правителем усього Уельсу, а його брата було взято в полон і страчено, війська Едуарда I захопили всю територію Уельсу. Щоб контролювати місцевих мешканців, англійці звели кілька потужних замків (зокрема, Карнарвон і Конві на півночі Уельсу, біля королівської столиці Гвінеда Гарт-Келін). Останнім потужним повстанням було повстання Овайна Гліндура, що трапилось на століття пізніше. Валлійська родина Тюдорів, що активно брала участь у війні Червоної й Білої троянди, 1485 року стала королівською династією Англії. Остаточне юридичне злиття князівства Уельс з Англією відбулося за Генріха VIII після ухвали низки законів, згідно з якими валлійське право в Уельсі замінялося англійським.

### Новий час
Після входження Уельсу до складу Англії й скасування Валлійської марки відбувається поступове руйнування традиційних порядків: валлійські дворяни переймають спосіб життя англійських сквайрів, багато хто з валлійців переїжджає до Лондона, де досягають значних успіхів, як Джон Ді. Англійська мова заміняє валлійську не лише в державному управлінні й судочинстві, під час реформації та впровадження у Великій Британії англіканства був зроблений переклад на валлійську мову Біблії та деяких богослужбових текстів (важливу роль тут відіграли Вільям Солсбері й Вільям Морган).
У XVII та XVIII століттях в Уельсі набирають силу різні рухи, у першу чергу методизм, поряд із нонконформістськими каплицями діяли недільні школи з викладанням валлійською мовою. Наприкінці XVIII століття південь Уельсу стає одним із центрів Промислової революції: виявлення запасів вугілля, залізної руди й олова призводить до відкриття великих сталеливарних центрів Доулайс і Ківартва (Мертір-Тідвіл), а також вугільних шахт, які їх обслуговували. У пошуках роботи в долини Південного Уельсу прибувало багато людей як із самого Уельсу, так і з інших частин Великої Британії й з Ірландії. У той же час багато хто з валлійців попрямував до Англії, зокрема, у зростаючий порт Ліверпуль. В XIX столітті промисловість Південного Уельсу переорієнтується на видобуток вугілля для парових машин, що йде як на внутрішні британські ринки, так і на експорт: маркіз Б'ють підтримує розвиток Кардіффа, що стає найбільшим вугільним портом світу й найважливішим містом Уельсу. На півночі країни активно розвивається видобуток сланців для будівельної галузі. Багато міст на північному й західному узбережжі здобувають популярність як курорти (Лландидно, Ріл, Абердіви і ін.). Голігед стає важливим транспортним центром як місце відправлення порома в Ірландію, він сполучається з Лондоном спочатку диліжансним, а пізніше — і залізничним сполученням.
Бурхливе зростання промисловості й приплив мешканців на південь Уельсу пов'язані з організацією робітничого руху. В 1830-х роках в Уельсі відбулися два великі повстання: повстання в Мертір-Тідвіл 1831 року і чартистське повстання в Ньюпорті 1839 року. Вугільні долини південного Уельсу стали однієї з колисок чартистського руху, а пізніше — тред-юніонізму. Наприкінці XIX століття там же зародилася та набирала сили Лейбористська партія. Також в Уельсі були сильні позиції лібералів, найвідомішим з яких був виходець з Уельсу Девід Ллойд Джордж, котрий спочатку здобув популярність своєю діяльністю в національному й робітничому русі.
У XIX столітті набирав силу націоналістичний рух. Розвиток кельтології стимулював інтерес до валлійської історії й культури, було створено декілька патріотичних організацій, таких як «Молодий Уельс» (валл. Cymru Fydd), у роботі якого брали участь Ллойд Джордж та Суспільство святого Давида. 1893 року засновано Університет Уельсу з коледжами в Аберістуїті, Бангорі та Кардіффі, поширилася валлійська періодична преса. Деніел Оуен створив перші сучасні романи валлійською мовою.
Значне поширення в Уельсі набуло регбі, й збірна Уельсу досягла значних успіхів протягом XIX і XX століть.

### XX століття

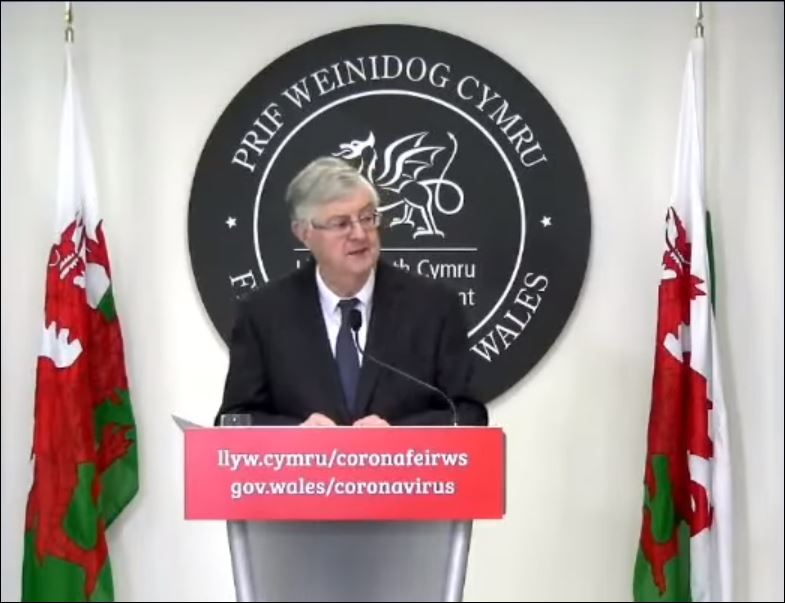
Марк Дрейкфорд, перший міністр парламенту Уельсу; Травень 2021

На початку XX століття промисловий ріст Уельсу тривав. 1914 року було ухвалено закон, згідно з яким Церква Англії переставала бути державною церквою в Уельсі, однак він набув чинності лише 1920 року, після закінчення I світової війни.

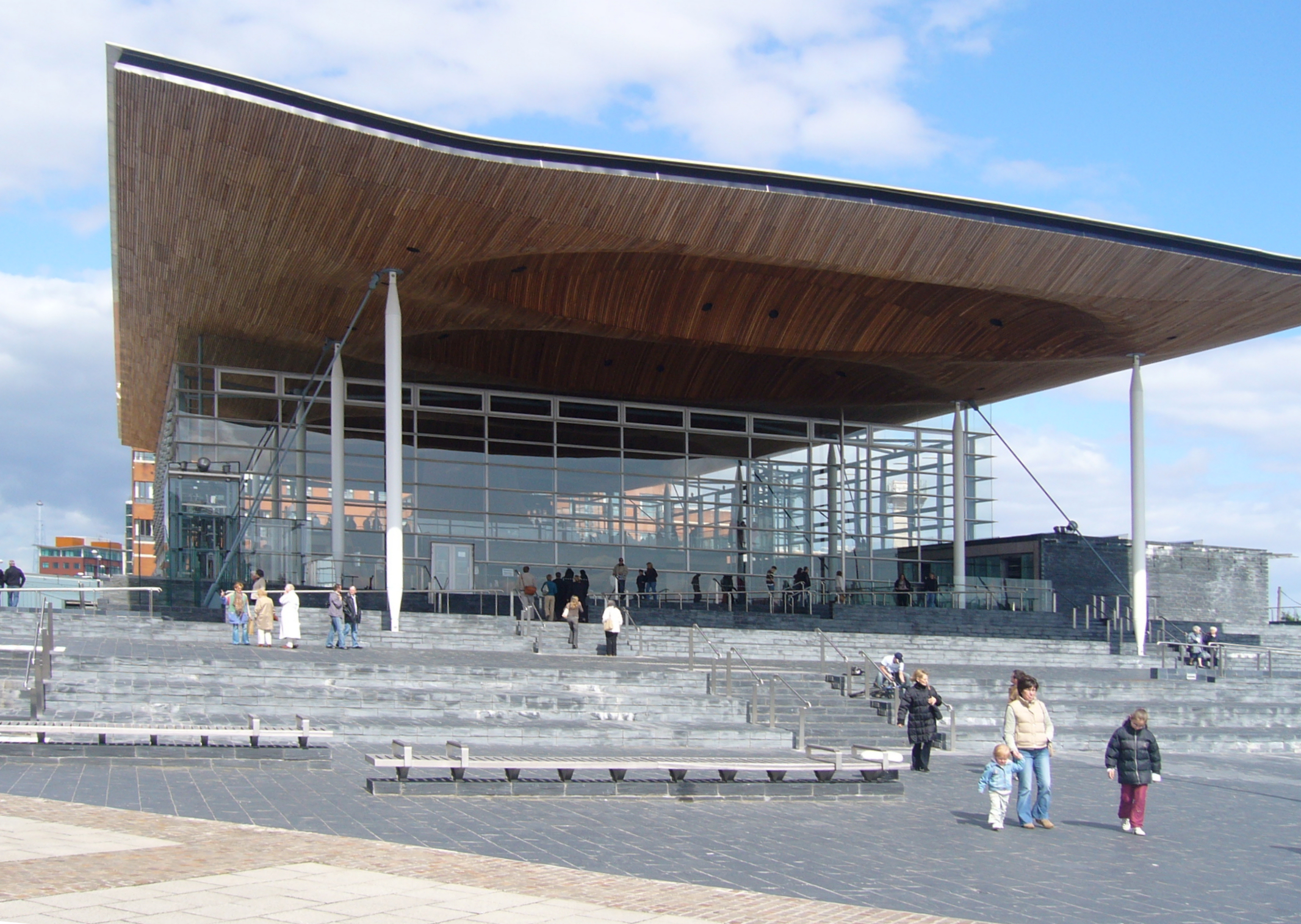
Будівля Національної асамблеї, відкрита у 2006

Після закінчення війни в Уельсі, як і в усій Великій Британії, сталися значні соціальні зміни, пов'язані, зокрема, зі збільшенням зайнятості жінок. З політичного погляду тривало зростання популярності Лейбористської партії. 1925 року засновано валлійську націоналістичну Партію Уельсу на чолі з Сондерсом Льюїсом. З 1930-х років у зв'язку з великою депресією й скороченням експортних ринків почався занепад уельської вугільної та металургійної промисловості.
Під час Другої світової війни деякі міста Уельсу, у першу чергу Суонсі, сильно постраждали від нальотів німецької авіації.
Після війни тривав занепад традиційної важкої промисловості, проте у цілому, як і в усій Великій Британії, спостерігається зростання добробуту, зокрема, за участі валлійського представника лейбористів створюється Національна служба охорони здоров'я. 1953 року столицею Уельсу офіційно проголошено Кардіфф.
З 1960 року у суспільстві почали відігравати важливу роль питання націоналізму, що пов'язано, зокрема, з відомою промовою Сондерса Льюїса «Доля мови» (валл. Tynged yr Iaith), після якої створено Товариство валлійської мови (валл. Cymdeithas yr Iaith Gymraeg). Товариство провело кілька акцій громадянської непокори, вимагаючи дублювати дорожні знаки валлійською мовою. Серед інших важливих подій можна назвати виступи проти затоплення села Капел-Келін (де всі жителі говорили валлійською мовою) водосховищем, що постачало воду англійському місту Ліверпуль, і боротьбу за створення валлійського телеканалу (відкритий у 1982 році). 1979 року було проведено референдум про автономію й створення уельського парламенту, однак переважна більшість виборців висловилися проти цього плану.
Плани уряду Маргарет Тетчер з приватизації вугільної галузі в середині 1980-х років призвели до масштабних страйків у Південному Уельсі, однак протестувальники не досягли своєї мети.
1993 року ухвалено закон про валлійську мову, відповідно до якого вона одержує в межах Уельсу рівний статус з англійською; 1997 року відбувся повторний референдум про автономію, і незначна більшість проголосувала за створення уельської Асамблеї. Робота Асамблеї почалася 1999 року. Перепис населення 2001 року зафіксував збільшення кількості людей, що володіють валлійською мовою.

## Географія

Мапа Уельсу
Ділянки вище 180 м.
Національні парки

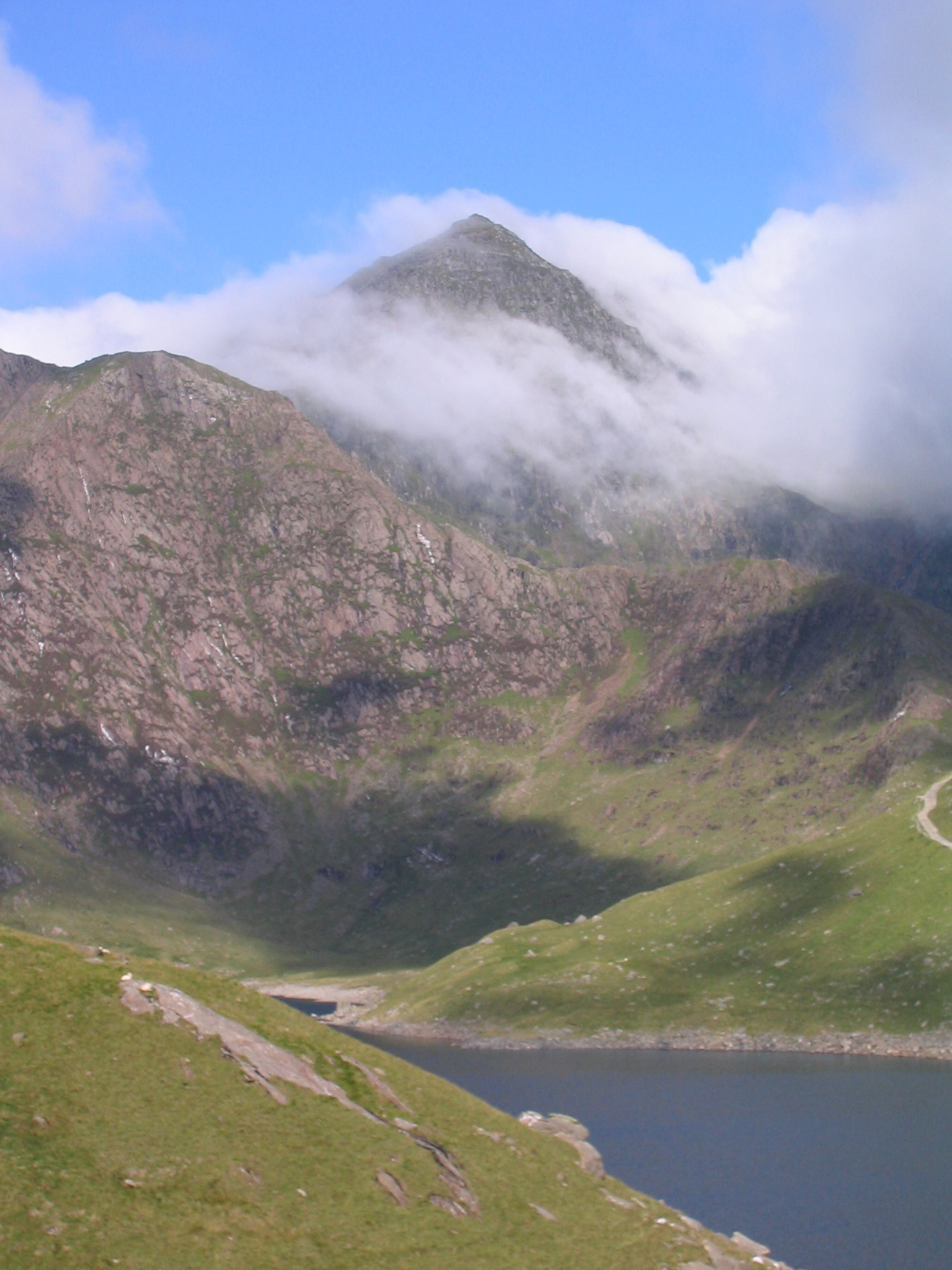
Сноудон — найвища гора Уельсу

Уельс розташований на півострові на заході острова Велика Британія. Загальна площа становить близько 20 779 км². Довжина з півночі на південь — 274 км, із заходу на схід — 97 км. Уельс межує на сході з Англією, з інших трьох боків оточений морем. Загальна довжина берегової лінії — більш як 1 200 км. Біля берегів Уельсу розташовані острови, найбільший з них — Англсі (Ynys Mon) — на північному заході.
Жителі й промислове виробництво зосереджені, в основному, на півдні Уельсу, у містах Кардіфф, Суонсі, Ньюпорт (Уельс) і прилеглих районах. Порівняно індустріалізований і північний схід (район Рексхема); центр і північний захід залишаються аграрними районами.
Більшу частину Уельсу охоплюють гори, особливо на півночі й у центрі. Вони утворилися під час останнього льодовикового періоду. Найвищі гори — в Сноудонії (Yr Eryri), гора Сноудон (Yr Wyddfa, 1085 м над рівнем моря) — найвища точка Уельсу. Гірський масив у центрі Уельсу називають Кембрійськими горами. Кембрійські гори дали свою назву одному з періодів палеозою — кембрію. На півдні розташовані гори Брекон-Біконз (Bannau Brycheiniog), вони молоді (у порівнянні з Камбрійськими) і мають значні запаси вугілля.
У середині XIX століття два видатних геологи — Родерік Мерчісон та Адам Седжвік — вивчали геологію Уельсу, щоб визначити деякі принципи стратиграфії та палеонтології. Після цього два періоди палеозою — ордовик і силур — були названі на честь кельтських племен, які мешкали в цьому районі.
Уельс відкритий вітрам з Атлантичного океану, тому клімат там здебільшого морський. На західному узбережжі за рік випадає до 1270 мм опадів, на схід від гір — трохи менше (до 723 мм/рік), а в самих горах — більше (до 2540 мм/рік). Середня температура липня становить 15,6° С, січня — 5,6 °C.
Більшу частину території Уельсу вкривають національні парки (Сноудонія, Брекон-Біконз, узбережжя Пембрукшира) і так звані «Райони видатної природної краси» (англ. Areas of Outstanding Natural Beauty), наприклад, півострів Ґоуер.

## Адміністративний поділ

Області Уельсу

| №  | Область          | Площа, км² | Населення, осіб (2001) | Центр             |
| -- | ---------------- | ---------- | ---------------------- | ----------------- |
| 1  | Англсі           | 711        | 66829                  | Ллангевні         |
| 2  | Бланау-Гвент     | 109        | 70064                  | Еббу-Вейл         |
| 3  | Бридженд         | 251        | 128645                 | Бридженд          |
| 4  | Гвінет           | 2535       | 116843                 | Карнарвон         |
| 5  | Денбігшир        | 837        | 93065                  | Ратін             |
| 6  | Долина Гламорган | 331        | 119292                 | Баррі             |
| 7  | Карфіллі         | 278        | 169519                 | Хенгойд           |
| 8  | Кардіфф          | 139        | 305353                 | Кардіфф           |
| 9  | Кармартеншир     | 2371       | 172842                 | Кармартен         |
| 10 | Кередігіон       | 1794       | 74941                  | Аберарон          |
| 11 | Конві            | 1126       | 109596                 | Конві             |
| 12 | Мертір-Тідвіл    | 111        | 55981                  | Мертір-Тідвіл     |
| 13 | Монмутшир        | 849        | 84885                  | Кумбран           |
| 14 | Ніт-Порт-Толбот  | 441        | 134468                 | Порт-Толбот       |
| 15 | Ньюпорт          | 190        | 137011                 | Ньюпорт           |
| 16 | Пембрукшир       | 1610       | 114131                 | Гейверфордвест    |
| 17 | Повіс            | 5181       | 126354                 | Лландріндод-Веллс |
| 18 | Рексем           | 504        | 128476                 | Рексем            |
| 19 | Ронта-Кінон-Тав  | 424        | 231946                 | Клайдеч-Вейл      |
| 20 | Свонсі           | 378        | 223301                 | Свонсі            |
| 21 | Торван           | 126        | 90949                  | Понтіпул          |
| 22 | Флінтшир         | 438        | 148594                 | Молд              |

## Демографія

Відсоткова частка тих, хто володіє валлійською мовою в різних графствах Уельсу (2011)

Населення Уельсу подвоїлося з 587 000 у 1801 році до 1 163 000 у 1851 році та досягло 2 421 000 до 1911 року. Найбільше приріст припав на вугільні райони, особливо Гламорганшир: зростання з 71 000 у 1801 році до 232 000 у 1851 році та 1 122 000 в 1911 році. Частково це збільшення можна пояснити демографічним переходом, який спостерігався в більшості країн, що розвиваються під час промислової революції, оскільки рівень смертності знизився, а рівень народжуваності залишився стабільним. Однак під час промислової революції також була масштабна міграція до Уельсу. Англійці були найчисленнішою групою, присутні також значна кількість ірландців і менша кількість інших етнічних груп, включаючи італійців, які мігрували до Південного Уельсу. У 20-му столітті Уельс також отримував імміграцію з різних частин британської Співдружності націй, а афро-карибські та азійські громади додалися до етнокультурної суміші, особливо в міському Уельсі. Багато з них ідентифікують себе як валлійці.
Основні народи — валлійці та англійці. Частина валлійців (29 % від усього населення Уельсу, за переписом 2001) деякою мірою зберігають свою мову, однак кількість носіїв потроху зменшується. Валлійською мовою в Уельсі видаються ЗМІ (преса, телебачення, радіо), існує чимало Інтернет-сайтів. Валлійським діалектам англійської мови також властиво чимало особливостей. Станом на 2011
В країні мовним питанням і розвитком валлійської мови з 1993 по 2012 займалася Валлійська мовна рада. Згодом її функції на себе перебрав комісар з валлійської мови.

## Політика

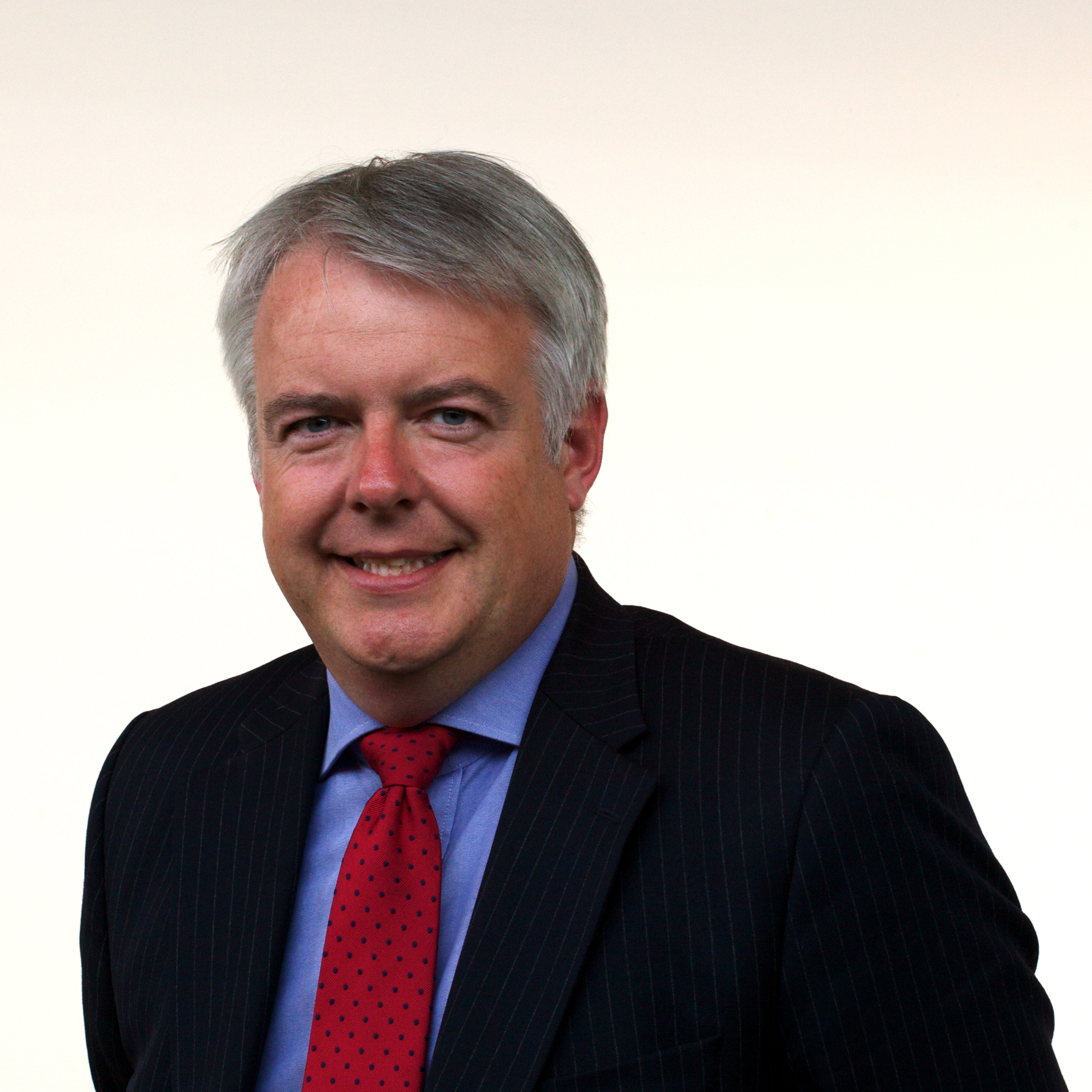
Карвін Джонс з 9 грудня 2009 обіймає посаду Першого міністра Уельсу.

Уельс є частиною Великої Британії, тому главою його є британський монарх, нині — король Чарльз III. Законодавча влада, джерелом якої є монарх, перебуває в руках британського парламенту, а частину її повноважень передано до національної асамблеї Уельсу в Кардіффі. Парламенту в Лондоні належить право ухвалювати так звані «первинні закони», що стосуються Уельсу. Асамблея може регулювати їхнє застосування й ухвалювати «вторинні закони», що обмежено впливають на дію первинних. Уельська Асамблея не є, по суті, суверенним органом влади, і, теоретично, британський парламент може скасувати будь-яке її рішення або навіть розпустити її. Однак, відповідно до нового Закону про керування Уельсом (2006), Асамблея одержує більше прав.
Асамблея почала працювати в [1998] році, після прийняття першого Закону про Управління Уельсом. В Асамблеї 60 місць, 40 депутатів обираються за системою простої більшості, ще 20 — за регіональними списками (по чотири депутати від кожного з п'яти регіонів). Партія, що одержала більшість в Асамблеї, обирає Першого міністра, що стає головою уряду. Більшу частину повноважень Асамблеї формально передано Уряду.
На теперішній час Першим міністром Уельсу є Родрі Морган, член уельського відділення Лейбористської партії. Друга за чисельністю партія в Асамблеї — Партія Уельсу (Plaid Cymru), що виступає за незалежність країни в межах Європейського Союзу. Нинішній уряд Уельсу є коаліційним, до нього входять представники лейбористської партії та Партії Уельсу, лідер якої — Ієйан Він Томас став заступником Першого міністра.
В Асамблеї також є представники Консервативної партії, Ліберально-демократичної партії (в Асамблеї першого скликання ця партія утворила коаліційний уряд з лейбористами). Активно обговорюється питання, чи варто розширювати повноваження Асамблеї (наприклад, чи потрібно надати їй право ухвалювати первинне законодавство, подібно до того, як це зроблено з шотландським парламентом).
У Палаті громад британського парламенту Уельс представляють 40 депутатів (із 646). До складу Кабінету міністрів Великої Британії входить також Державний секретар з Уельсу, обов'язки якого полягають у поданні до уряду справ, що стосуються цієї частини королівства. Зараз цю посаду обіймає Пітер Гейн.

## Спорт

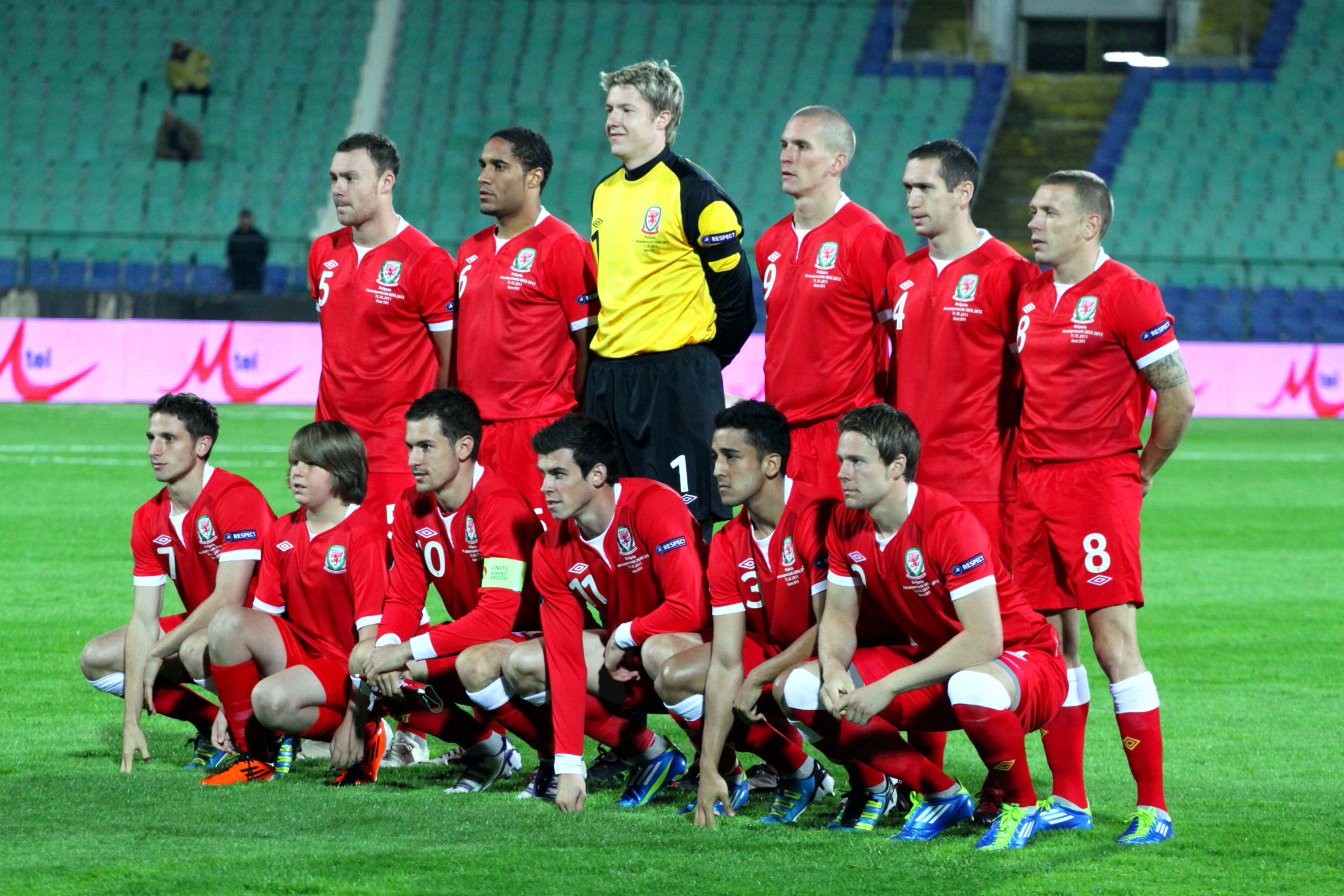
Збірна Уельсу з футболу

Провідну роль у валлійському спорті відіграє регбі. Народжений, за легендою, на кордоні з Уельсом (у місті Регбі) цей вид спорту став воістину національним у цій країні. Збірна країни посідає одне з провідних місць у світовому рейтингу та є одною з чотирьох так званих «домашніх» націй (разом зі збірними Англії, Шотландії та Ірландії), учасником Кубку шести націй та кожні чотири роки виступає на Кубку світу з регбі. Головним щорічним турніром, у якому бере участь збірна Уельсу, є Турнір шести націй. Станом на весну 2013 року, вона вигравала цей турнір і його попередники 26 разів, стільки ж як збірна Англії. Найвищим досягненням збірної Уельсу на Кубку світу з регбі було третє місце 1987 року. На останньому Кубку світу 2011 року збірна Уельсу дійшла до півфіналу.

## Корисні копалини
Уельс багатий на сланець, вугілля, залізо (Гламорган), графіт, свинець. На півдні розташований Південно-Уельський кам'яно-вугільний басейн.

## Господарство й економіка
Основні галузі: гірнича справа й промисловість, крім того, розвинуті землеробство й скотарство (19 % під ріллею, 10 % під луками, 3 % під пасовищами, 31 % ліси).
- Видобування кам'яного вугілля — Ронта;
- Чорна металургія — Порт-Толбот, Ньюпорт, Лланеллі, Кардіфф, Еббу-Вейл;
- Кольорова металургія — Суонсі, Лланеллі;
- Нафтопереробна промисловість — Лландарсі, Миіфорд-Хейвен, Пембрук, Барі;
- нафтохімічна й хімічна промисловість — Баглан-Бей, Барі;
- Сільське господарство, вівчарство, м'ясне й молочне тваринництво.